# 다이호마루 사건

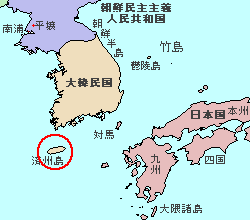
다이호마루 사건 발생 지도(일본어판)

다이호마루 선박 사건 또는 제일대방환사건(일본어: 第一大邦丸事件 다이이치 다이호마루 지켄[*])은 1952년 2월 4일 6.25 전쟁 당시 제주도에서 어업 활동을 하고 있던 일본의 민간 선박 제1다이호마루호의 어부 세토 주지로(일본어: 瀬戸 重次郎)를 대한민국 해경이 사살한 사건이다.

## 상세
1952년 2월 4일, 일본어선 제1대방환호와 제2대방환호가 제주도 남쪽 해안의 평화선을 넘어 조업하다가 경찰에 적발되어 나포 도중 총격으로 제1대방환호의 선장 세토준지로(瀬戸重次郎)가 숨지는 사고가 일어났다. 이후 대한민국 영해를 넘나드는 일본 선박에 대해서는 체포, 억류 등의 강경대응을 하여 1965년 한일국교 정상화로 평화선이 새로운 한일어업협정으로 대체되기 전까지 한국 해경은 328척의 일본 배와 3929명의 선원들을 나포, 억류하였으며, 나포한 일본 배를 해양경비대의 경비정으로 쓰게 하기도 했다.

## 같이 보기
- 평화선
- 한일 분쟁
- 한일어업협정